# 津田寛治
津田 寛治（つだ かんじ、1965年8月27日 - ）は、日本の俳優である。ラ・セッテ所属。

## 略歴・人物
福井県福井市出身。福井市円山小学校、福井市大東中学校卒業、福井工業大学附属福井高等学校中退。血液型はAB型、既婚。2児の父。東京都杉並区在住。趣味は絵画、愛称は「ツダカン」「ツダンジ」。左利き。
幼いころから映画が好きで、吉川晃司主演の映画『すかんぴんウォーク』を観て、映画俳優を目指し上京する。演劇集団 円の養成所を辞めた後、アルバイトをしながら小劇場系の劇団員として活動していた。そして、アルバイト先だった都内の録音スタジオ内にある喫茶店に北野武が来店した際、自らを売り込んだ。その後、同監督作品『ソナチネ』にて映画デビューを果たす。初登場カットも喫茶店のボーイ役であった。
デビュー以後、数多くの映画やテレビドラマ、舞台、アニメーション作品での声優など幅広く出演を重ねる。その一方で、インディーズ作品（自主映画）などにも積極的に出演している。
過去にテレビ朝日の長寿番組『徹子の部屋』のセットを作る大道具担当のアルバイトをしており、のちに当番組へゲスト出演（2010年6月30日放送）を果たす。その際、上記のエピソードについて番組の司会者である黒柳徹子自身が、これは大変珍しいことであると語っている。
2010年代には自ら映画の監督・脚本を務めるなど、活動の幅を広げている。2013年6月に開催された映画祭、ショートショートフィルムフェスティバルにおいて自身が監督・脚本を担当した短編映画「カタラズのまちで」がジャパン部門の応募数295点の中からノミネート16作品に選ばれるなどの評価を得ている。
俳優の須賀貴匡と仲が良く、ドラマや映画で共演する事が多い。
2015年4月期にTOKYO MXで放送された『食の軍師』で、49歳にして連続ドラマ初主演を務めた。
2016年10月21日、出身地の福井市から「福井市観光大使」に委嘱された。
2021年5月30日、2020年東京オリンピック聖火リレーにおいて福井県の最終聖火ランナーに選ばれ、福井市中央公園で聖火皿への点火を担った。
薬師丸ひろ子の大ファン。

## 出演

### テレビドラマ

#### NHK
- ゆうれい、貸します〜お染・恋の七変化〜 第4回「めぐり逢い」（2003年6月27日） - 伊織 役
- ルームシェアの女（2005年1月10日 - 2月17日） - 坂本哲也 役
- 出雲の阿国（2006年1月13日 - 2月17日） - 九蔵 役
- 慶次郎縁側日記3 第2回「空蝉」（2006年10月19日） - 刈谷清玄 役
- ジャッジ 〜島の裁判官奮闘記〜 第3話「告白」（2007年10月27日） - 本田弘樹 役
- 星新一ショートショート 第13回「話し声」（2008年7月7日）
- コンカツ・リカツ（2009年4月3日 - 5月22日） - 工藤正彦 役
- NHK大河ドラマ
  - 天地人（2009年） - 大谷吉継 役
  - 花燃ゆ（2015年） - 松島剛蔵 役
  - 西郷どん（2018年） - 松平慶永 / 春嶽 役[14]
  - 青天を衝け（2021年） - 武田耕雲斎 役
  - どうする家康（2023年） - 上杉景勝 役[15]
- 阪神・淡路大震災15年 特集ドラマ「その街のこども」（2010年1月17日） - 沢村 役
- 太宰治短編小説集「犯人」（2010年3月25日、NHK-BS2）
- 八日目の蝉（2010年3月30日 - 5月4日） - 秋山丈博 役[16]
- 私が初めて創ったドラマ「左脳系女子の恋」（2010年11月19日、NHK-BShi） - 風間亮二 役
- 連続テレビ小説
  - あまちゃん（2013年6月27日） - 審査員 役
  - ひよっこ（2017年4月3日 - 9月30日） - 田神学 役
- 大島渚の帰る家〜妻・小山明子との53年〜（2013年10月6日、NHK BSプレミアム） - 松本 役
- 珈琲屋の人々（NHK BSプレミアム） - 矢部 役
  - 第2回「ひとりじゃない」（2014年4月13日）
  - 第4回「大切なひと」（2014年4月27日）
- LIVE! LOVE! SING!〜生きて愛して歌うこと〜（2015年3月10日、特集ドラマ） - 漁師 役
- まんまこと〜麻之助裁定帳〜 第8回「おさかなばなし」（2015年9月17日） - 七国屋松兵衛 役
- シリーズ・江戸川乱歩短編集 1925年の明智小五郎 D坂の殺人事件（2016年1月11日、NHK BSプレミアム） - 蕎麦屋の主人 役
- 夏目漱石の妻 第3話「やっかいな客」（2016年10月8日） - 夏目直矩 役
- BS新春時代劇・大岡越前スペシャル（2017年1月3日、NHK BSプレミアム） - 高畑六助 役[17]
- 立花登青春手控え2 第1回「片割れ」（2017年4月7日、NHK BSプレミアム） - 与吉 役
- ネコ的人生論ドラマ 捨て猫に拾われた男（2019年7月12日・19日） - 三原 役
- ハムラアキラ〜世界で最も不運な探偵〜（2020年1月24日 - 3月6日） - 速見治松 役[18]
- 福井発 地域ドラマ シューカツ屋（2020年2月26日、NHK BSプレミアム） - 植田道久 役[19]
- 池波正太郎生誕100年BS特集時代劇「まんぞくまんぞく」（2022年12月30日、NHK BSプレミアム） - 戸田金十郎 役[20]
- 地震のあとで 第4話『続・かえるくん、東京を救う』（2025年4月26日） - 山賀 役[21][22]

#### 日本テレビ系
- 私立探偵 濱マイク 第6話「名前のない森」（2002年8月5日、読売テレビ） - 23番 役
- 乱歩R 第8話「化人幻戯」（2004年3月1日、読売テレビ） - 姫田吾郎 役
- 駄目ナリ! 第7話「今夜、ルーデンスが潰れる！」（2004年9月2日、読売テレビ） - 亀山鶴雄 役
- DRAMA COMPLEX
  - 59番目のプロポーズ（2006年7月11日） - カマロ 役
  - コシノ家の闘う女たち（2006年8月8日） - 鈴木慎一 役
- アンテナ22特別版 特別ドラマスペシャル「総理大臣小泉純一郎」（2006年9月18日） - 佐久間孝則 役
- 検事 霞夕子SP - 臼井純一郎 役
  - 検事 霞夕子SP1「悪徳政治家は許さない」（2006年11月7日） - 「火曜ドラマゴールド」枠で放送
  - 検事 霞夕子SP2「豪華客船殺人クルージング」（2007年10月2日） - 「ドラマスペシャル」として放送
- 地獄少女 第3話「嬰児の夢」（2006年11月18日） - 鳥海誠一 役
- 働きマン（2007年10月10日 - 12月19日） - 菅原文哉 役
- 24時間あたためますか?〜疾風怒涛コンビニ伝〜 第2章「美食家vsコンビニ」（2008年3月15日）
- 連続ドラマ小説 木下部長とボク（2010年1月14日 - 4月1日、読売テレビ） - 石川毅 役
- 怪物くん - アックマー 役
  - 第1話「人間界で修行ザマス!!」（2010年4月17日）
  - 第2話「お金はうまいでガンス」（2010年4月24日）
  - 第3話「坊っちゃんが二人!? ザマス」（2010年5月1日）
  - 怪物くん完全新作スペシャル!!（2011年10月15日）
- FACE MAKER 第4話「身代わり」（2010年10月28日、読売テレビ） - 川島直樹 役
- デカ 黒川鈴木 第5話「美人女将と湯けむり殺人事件!」（2012年2月2日、読売テレビ） - 長崎達也 役
- SHARK 第1話・第2話（2014年1月11日・18日） - 真島裕人 役
- 花咲舞が黙ってない 第2シリーズ 第10話「銀行をぶっつぶす！脅迫文が訴えた支店長の罪!!」（2015年9月9日） - 三枝喬一 役
- いつかティファニーで朝食を（2015年10月10日 - 2016年3月26日） - 平山雄二 役
- 5分後に意外な結末「隣に住む殺人鬼」（2022年9月22日） - 村田清 役[23]
- 大病院占拠（2023年1月14日 - 3月18日） - 播磨貞治 役[24]

#### TBS系
- たのしい幼稚園（2001年4月23日 - 7月20日） - 星龍一 役
- 恋する日曜日「FOR YOU」（2003年5月25日、BS-i） - 小向吾朗 役
- 怪談新耳袋 第2シリーズ 近づく編 第2話「頼んだで」（2003年8月6日、BS-i） - 鈴木 役
- さそり（2004年6月19日 - 8月7日、BS-i） - 犬神 役
- おちゃべり 第4話「3度目の結婚記念日プレゼントするなら愛? 離婚届?」（2009年3月5日、毎日放送） - 菊地崇 役
- MR.BRAIN 第1話「史上空前の脳科学ミステリー始動!! 変人脳科学者VS連続テロ魔!! 脳を使い瞬間移動!?」（2009年5月23日） - 小峰和彦 役
- 帝王（毎日放送） - 今川正樹 役
  - 第8話「豪腕」（2009年9月4日 / 2009年9月9日）
  - 最終話「飛翔」（2009年9月11日 / 2009年9月16日）
- JNN50周年記念スペシャルドラマ・天国で君に逢えたら（2009年9月24日） - 小林英樹 役
- 新参者 第1話「煎餅屋の娘」（2010年4月18日） - 亀田誠一 役
- JIN-仁- 完結編 - 榊原 役
  - 第9話「坂本龍馬、暗殺」（2011年6月12日）[25]
  - 第10話「最終章前編〜タイムスリップの結末…」（2011年6月19日）[26]
  - 最終話「完結〜時空の果て…150年の愛と命の物語が起こす奇跡のタイムスリップの結末」（2011年6月26日）[27]
- ハンチョウ〜神南署安積班〜シリーズ4 〜正義の代償〜 - 滝本哲也 役
  - 第11話「今夜、衝撃の急展開！ついに現れた真犯人」（2011年6月20日）
  - 最終話「正義の代償…すべての謎が明かされる時」（2011年6月27日）
- 運命の人 最終話「栄光と挫折」（2012年3月18日） - 儀保明 役
- レジデント〜5人の研修医 第5話「奇跡の逆転勝利」（2012年11月15日） - 田村敏生 役
- リアル脱出ゲームTV（2013年1月1日） - 真藤 役
  - リアル脱出ゲームTV 〜the Chase〜（2013年4月5日）
  - リアル脱出ゲームTV「人工衛星爆弾ヲ解除セヨ」（2013年7月1日 - 3日）
  - リアル脱出ゲームTV「東京爆弾包囲網からの脱出」（2013年7月13日 - 9月1日）（※イベント映像出演）
  - リアル脱出ゲームTV 〜Xgame〜（2014年1月3日）
  - リアル脱出ゲームTV（2014年4月24日 - 6月26日）
- 確証〜警視庁捜査3課 第4話「黒い蛇−女泥棒の罠」（2013年5月6日） - 工藤翔太 役
- ごめんね青春!（2014年10月12日 - 12月21日） - 村井晋太郎 役
- このミステリーがすごい! ベストセラー作家からの挑戦状「ポセイドンの罰」（2015年11月30日） - 村雨 役
- 砂の塔〜知りすぎた隣人（2016年10月14日 - 12月16日） - 阿相武文 役
- 下剋上受験 第2話「俺が塾をやる理由!? 秘められた娘の本心」（2017年1月20日） - 樋口先生 役
- 水戸黄門（BS-TBS） - 風車の弥七 役[28]
  - 第1シリーズ（2017年10月4日 - 12月6日）
  - 第2シリーズ（2019年5月19日 - 8月11日）
- チア☆ダン 第8話「暴行疑惑…大会への出場取消し!? 世界中が疑っても仲間を信じる!!」（2018年8月31日） - 桐生光俊 役
- 99.9-刑事専門弁護士- 完全新作SP新たな出会い篇（2021年12月29日） - 岩城雄介 役
- さよならマエストロ〜父と私のアパッシオナート〜（2024年1月14日 - 3月17日） - 近藤益夫 役[29]
- 19番目のカルテ（2025年7月13日 - ） - 成海辰也 役[30]
- 月曜ドラマスペシャル→月曜ミステリー劇場→月曜ゴールデン→月曜名作劇場
  - ホステス探偵危機一髪2（2000年5月8日） - 北沢浩一 役
  - おばさん会長・紫の犯罪清掃日記!ゴミは殺しを知っている2（2001年11月26日） - 沼田 役
  - 税務調査官・窓際太郎の事件簿8（2002年1月14日） - 中田会計士 役
  - 陰の季節5「事故」（2003年3月17日） - 柘植正樹 役
  - 財務捜査官 雨宮瑠璃子シリーズ - 中島幸太 役
    - 財務捜査官 雨宮瑠璃子1（2004年6月14日）
    - 財務捜査官 雨宮瑠璃子2（2005年4月25日）
    - 財務捜査官 雨宮瑠璃子3（2007年2月26日）
    - 財務捜査官 雨宮瑠璃子4（2008年2月4日）
    - 財務捜査官 雨宮瑠璃子5（2009年11月9日）
    - 財務捜査官 雨宮瑠璃子6（2011年2月14日）
    - 財務捜査官 雨宮瑠璃子7（2012年7月30日）
    - 財務捜査官 雨宮瑠璃子8（2014年7月21日）

  - 横山秀夫サスペンス モノクロームの反転（2005年6月13日） - 久米島良夫 役
  - 狩矢警部シリーズ
    - 狩矢警部シリーズ5「京舞妓殺人事件」（2009年1月26日） - 大和田幸造 役
    - 狩矢警部シリーズ10「千利休・謎の殺人事件」（2011年7月4日） - 緒方登 役

  - 釣り刑事2（2011年5月9日） - 関笙一郎 役
  - オバベン2 -京都ふたりの女弁護士-（2016年2月29日） - 一之瀬貢 役
  - 犯罪資料館 緋色冴子シリーズ『赤い博物館』 - 今尾正行 役
    - 犯罪資料館 緋色冴子シリーズ『赤い博物館1』（2016年8月29日）
    - 犯罪資料館 緋色冴子シリーズ『赤い博物館2』（2017年7月10日）

  - 十津川警部シリーズ5「京都・嵯峨野殺人迷路」（2018年4月9日） - 渡辺敬一郎 役

#### フジテレビ系
- ショムニスペシャル第2弾「新春ドラマスペシャル」（2000年1月2日） - 大倉 役
- ショカツ（2000年4月 - 6月、関西テレビ） - 森田巡査 役
- Dr.コトー診療所 - 巽謙司 役
  - 第9話「暴かれた過去」（2003年8月28日）
  - 第10話「この島を出て行け」（2003年9月4日）
- ラストクリスマス 第7話「別れよう」（2004年11月22日） - 西条雅人 役
- SMAP×SMAP特別編 ザッツ・ジャパニーズ・エンターテインメント「甦る日本映画黄金期」（2008年5月5日、関西テレビ共同制作） - 溝口監督組スタッフ 役
- 白い春 第8話「二人のお父さん」（2009年6月2日、関西テレビ） - 柿本 役
- まっすぐな男 第1話「曲がりくねった女」（2010年1月12日、関西テレビ） - 山口達彦 役
- 花嫁のれんシリーズ（東海テレビ） - 神楽宗佑 役
  - 花嫁のれん 第1シリーズ（2010年11月1日 - 12月29日）
  - 花嫁のれん 第2シリーズ（2011年10月31日 - 12月29日）
  - 花嫁のれん 第3シリーズ（2014年1月6日 - 3月28日）
  - 花嫁のれん 第4シリーズ（2015年1月5日 - 3月27日）
- リーガル・ハイ 第5話「期限は7日! 金か命か!? 悪徳政治家を守れ」（2012年5月15日） - 辰巳史郎 役
- 容疑者は8人の人気芸人（2015年4月18日） - 西湾岸署幹部 役
- フラジャイル（2016年1月13日 - 3月16日） - 佐田直人 役[31]
- 素敵な選TAXI SPECIAL〜湯けむり連続選択肢〜（2016年4月5日） - 鑑識官 役
- 悪魔の弁護人 御子柴礼司 〜贖罪の奏鳴曲〜（2019年12月7日 - 2020年1月25日、東海テレビ） - 岬恭平 役[32]
- ゴシップ#彼女が知りたい本当の○○ 第9話「カンフルNEWS VS 書籍編集部! スクープ禁止令」（2022年3月3日） - 井伏直哉 役
- アイゾウ 警視庁・心理分析捜査班（2022年3月29日） - 久世麟太郞 役[33]
  - アイゾウ 警視庁・心理分析捜査班「殺しのピエロ」「奇跡の親子」（2023年3月28日・29日）[34]
- 時をかけるな、恋人たち - 監査員 役
  - 第10話「恋は大デジャブ」（2023年12月12日）
  - 最終話「時をかけろ、恋人たち」（2023年12月19日）
- 世にも奇妙な物語’24 冬の特別編「ああ祖国よ」（2024年12月14日） - 上役 役[35]
- ミッドナイト屋台〜ラ・ボンノォ〜（2025年4月12日 - 6月14日、東海テレビ） - 岡部則夫 役[36][注 2]
- 金曜エンタテイメント→金曜プレステージ
  - 日向夢子調停委員事件簿2「見知らぬ夫」（2004年3月12日） - 豊島光男 役
  - 事件調査員 南条真琴 東京〜隠岐 摩天崖殺人事件（2005年2月25日） - 花森昇一 役
  - 浅見光彦シリーズ27「竹人形殺人事件」（2007年10月26日） - 平石吾郎 役
  - 新・祇園芸妓シリーズ3「京都花嫁衣装殺人事件」（2008年2月8日） - 橋爪修 役
  - 森村誠一サスペンス 破婚の条件（2011年8月26日） - 里見慎治 役
  - 医療捜査官 財前一二三5（2014年6月6日） - 北野三晴 役

#### テレビ朝日系
- 恋愛詐欺師 第2話「ビニール傘みたいな女、朝美」（1999年10月28日） - 飯島 役
- 仮面ライダーシリーズ
  - 仮面ライダー龍騎（2002年2月3日 - 2003年1月19日） - 大久保大介 役
  - 仮面ライダージオウ - 大久保大介 役（友情出演）[37]
    - 第21話「ミラーワールド2019」（2019年2月3日）
    - 第22話「ジオウサイキョウー! 2019」（2019年2月10日）
- サトラレ 第2話「100%失恋彼は恋できない」（2002年7月11日） - 法子の元カレ 役
- 科捜研の女
  - season 4 第7話「仕立てられた目撃者!? 美しき転落死体が語る謎」（2002年9月12日） - 粕谷亨 役
  - season24 第1話「新生科捜研に衝撃！マリコVS死を呼ぶキス… 姿なき犯人の空飛ぶ1000の分身と猫の謎」（2024年7月3日） - 佐藤剛 役[38]
- スカイハイ
  - スカイハイ 第七死「a song」（2003年2月28日）
  - スカイハイ2 第七死「タイムカプセル」（2004年2月27日） - 時田幸生 役
- 六月のさくら（2004年8月28日、北海道テレビ） - 吉川真治 役
- 着信アリ（2005年10月14日 - 12月16日） - 山下勝彦 役
- 警視庁捜査一課9係シリーズ - 村瀬健吾 役
  - 警視庁捜査一課9係 season 1（2006年4月19日 - 6月21日）
  - 警視庁捜査一課9係 年末スペシャル（2006年12月27日）
  - 警視庁捜査一課9係 season2（2007年4月25日 - 6月20日）
  - 警視庁捜査一課9係 season3（2008年4月16日 - 6月18日）
  - 新・警視庁捜査一課9係 season1（2009年7月1日 - 9月16日）
  - 新・警視庁捜査一課9係 season2（2010年6月30日 - 9月15日）
  - 新・警視庁捜査一課9係 season3（2011年7月6日 - 9月14日）
  - 警視庁捜査一課9係 season7（2012年7月4日 - 9月5日）
  - 警視庁捜査一課9係 season8（2013年7月10日 - 9月11日）
  - 警視庁捜査一課9係 season9（2014年7月9日 - 9月10日）
  - 警視庁捜査一課9係 2時間スペシャル（2014年10月5日）
  - 警視庁捜査一課9係 season10（2015年4月22日 - 7月1日）
  - 警視庁捜査一課9係 season11（2016年4月6日 - 6月15日）
  - 警視庁捜査一課9係 season12（2017年4月12日 - 6月7日）
- だめんず・うぉ〜か〜 第6話「今夜セレブ男が遂にプロポーズ」（2006年11月23日） - 早乙女龍太郎 役
- キミ犯人じゃないよね? 第9話「鉄壁のアリバイを持つ彼女」（2008年6月6日） - 蝮田陽介 役
- 安楽椅子探偵と忘却の岬（2008年10月3日・10日、朝日放送） - 潮野卓也 役
- 侍戦隊シンケンジャー - 丈瑠の父 役
  - 第一幕「伊達姿五侍」（2009年2月15日）
  - 第十二幕「史上初超侍合体」（2009年5月3日）
  - 第三十三幕「猛牛大王」（2009年10月11日）
  - 第四十六幕「激突大勝負」（2010年1月17日）
- 必殺仕事人2009 第7話「金が仇」（2009年2月27日、朝日放送共同制作） - 江上屋芳太郎 役
- 断絶（2009年10月3日） - 高畠広樹 役
- 風に向って走れ!〜芸大女子駅伝部〜（2010年5月9日 - 30日、朝日放送） - 主演・福島走馬 役
- 警視庁失踪人捜査課 第7話「消えた少女の真実」（2010年5月28日、朝日放送共同制作） - 奈良橋良介 役
- ハガネの女 第3話「イケメン優等生が嫌われる理由」（2010年6月4日） - 山石一樹 役
- 女刑事みずきスペシャル（2010年6月24日） - 桑田真司 役
- 天使の恋（2010年9月19日・26日） - 田代一喜 役
- 検事・鬼島平八郎 第1話「子連れ検事の挑戦」（2010年10月22日、朝日放送共同制作） - 三沢輝男 役
- バーテンダー 第3話「40女結婚やめます!! モテキ到来…幻のカクテル」（2011年2月18日） - 織田公彦 役
- 俺の空〜刑事編〜 - 前田泰明 役
  - 第1話「抗争勃発!! 超大金持ち刑事vs逮捕されない男!!」（2011年10月16日）
  - 第2話「美女連続失踪!! アベック潜入作戦」（2011年10月23日）
  - 最終話「刑事殺し 完結編」（2011年12月18日）
- ドクターX〜外科医・大門未知子〜 第1シリーズ 最終話「手術場には、馴れ合いも、助け合いも、御意もいらない。助けなきゃいけない病人がいるだけ」（2012年12月13日） - 八木了 役
- 黒服物語 第4話「貧乏キャバ嬢が危ない! 密室グラビア撮影会」（2014年11月14日） - 佐伯ユズル 役
- 検事の死命（2016年1月17日） - 本多弘敏 役[39]
- 特捜9シリーズ - 村瀬健吾 役
  - 特捜9 season1（2018年4月11日 - 6月13日）
  - 特捜9 スペシャル（2019年4月7日）
  - 特捜9 season2（2019年4月10日 - 6月26日）
  - 特捜9 season3（2020年4月8日 - 7月22日）[注 3]
  - 特捜9 season4（2021年4月7日 - 6月30日）[40]
  - 特捜9 season5[41]
    - 第1話「仮面の銃弾」（2022年4月6日）
    - 第5話「未知なる毒」（2022年5月4日）
    - 第6話「約束」（2022年5月11日）
    - 最終話「X DAY」（2022年6月22日）

  - 特捜9 season6
    - 第1話「1001人の人質」（2023年4月5日）
    - 第2話「未来のエネルギー」（2023年4月12日）
    - 最終話「命がけの伝言」（2023年5月31日）

  - 特捜9 season7
    - 第9話「偽りの三重奏」（2024年5月29日）
    - 最終話「何者」（2024年6月5日）

  - 特捜9 final season
    - 第6話「もうひとつの特捜班」（2025年5月14日）
    - 第7話「ガラスの絆」（2025年5月21日）
    - 最終話「ありふれた水曜日」（2025年6月11日）
- 4K大型時代劇スペシャル・紀州藩主 徳川吉宗（2019年2月8日、BS朝日） - 真壁幸之助 役
- 時効警察はじめました 第4話「ゾンビ映画殺人事件」（2019年11月8日） - 唐沢浩一郎 役
- 鹿楓堂よついろ日和 第2話「サクふわ鳥天丼!!」（2022年1月22日） - 桜田文彦 役[42]
- 土曜ワイド劇場
  - キソウの女I～刑事部機動捜査隊～（2003年10月8日、朝日放送） - 睦月孝之 役
  - おかしな刑事5（2009年3月28日） - 高瀬健吾 役
  - 法医学教室の事件ファイル30（2010年1月9日） - 山崎淳一 役
  - 火災調査官・紅蓮次郎12（2012年1月14日） - 山室誠一 役
  - 検事・朝日奈耀子12（2012年6月2日） - 宮田誠司 役
  - 終着駅の牛尾刑事VS事件記者・冴子15「生存者」（2016年1月9日） - 樽見良勝 役

#### テレビ東京系
- 恋、した。 第19話「ブルームーン」（1997年8月18日）
- 怪奇大家族 - リー 役
  - 第5怪「戦慄! 貴方好みの宇宙人」（2005年10月31日）
  - 第10怪「恐怖! 清四呪いのカウントダウン」（2005年12月5日）
  - 第11怪「モーレツ! 清四の家族とあっちの世界」（2005年12月12日）
  - 第12怪「怪奇! …な旧・大家族」（2005年12月19日）
  - 最終怪「怪奇! …な大家族」（2005年12月26日）
- ケータイ捜査官7（2008年4月2日 - 2009年3月18日） - 滝本壮介 役
- 経済ドキュメンタリードラマ ルビコンの決断 「あなたはなぜ働くのですか? 〜日本一優しい会社が問い続けた50年〜」（2009年10月15日） - 大山泰弘 役
- モリのアサガオ - 迫仁志 役
  - 第4話「獄中結婚の花嫁」（2010年11月8日）
  - 第5話「極刑反対の遺族!?」（2010年11月15日）
  - 第8話「最期の面会の奇跡」（2010年12月6日）
- 牙狼〈GARO〉 〜闇を照らす者〜（2013年4月5日 - 9月20日） - 金城滔星 役
- 玉川区役所 OF THE DEAD 第8話「ゾンビオークション」（2014年11月22日） - ヤクザ 役
- 太鼓持ちの達人〜正しい××のほめ方〜 第5話「イマドキ部下のほめかた」（2015年2月9日） - 吉岡卓郎 役
- 松本清張ミステリー時代劇 第4話「左の腕」（2015年5月12日、BSジャパン） - 麻吉 役
- 初森ベマーズ（2015年7月11日 - 9月26日） - 権田原兼持 役
- ウレロ☆無限大少女 第11話「トドケ☆無限大少女」（2016年3月18日） - 風祭雄山 役
- 侠飯〜おとこめし〜 - 甘利文彦 役
  - 第8話「ミルフィーユ風 侠の極旨ハムカツ」（2016年9月9日）
  - 第9話「弱さを知る夜...侠の蒲焼き丼」（2016年9月16日）
  - 最終話「酒と泪と侠飯」（2016年9月23日）
- 人形佐七捕物帳 第9話「蛍屋敷」（2017年2月7日、BSジャパン） - 金兵衛 役
- アイドル×戦士 ミラクルちゅーんず! 第22話「コジローさんを取り戻せ！」（2017年8月27日） - 佐久間 役
- 三島由紀夫 命売ります 第7話「笑うマジシャン」（2018年3月3日、BSジャパン） - バルーン金平 役
- サイレント・ヴォイス 行動心理捜査官・楯岡絵麻 Season1 第2話「近くて遠いディスタンス」（2018年10月13日、BSテレ東） - 福永善樹 役
- やじ×きた 元祖・東海道中膝栗毛 第7話「恐怖の幽霊旅籠!」（2019年5月18日、BSテレ東） - 佐野五郎左 役
- ミリオンジョー（2019年10月9日 - 12月25日） - 左子 役
- 働かざる者たち（2020年8月26日 - 9月30日） - 八木沼豊 役
- 孤独のグルメ 2020 大晦日スペシャル〜俺の食事に密はない、孤独の花火大作戦!〜（2020年12月31日） - 焼肉店・店長 役
- バイプレイヤーズ 〜名脇役の森の100日間〜 - 津田寛治 役（本人）
  - 第2話「バイプレイヤーと決め台詞」（2021年1月15日）
  - 第6話「バイプレイヤーと台本流出」（2021年2月12日）
  - 第7話「バイプレイヤーと1チャン」（2021年2月19日）
  - 第11話「バイプレイヤーvsアマゾネックス」（2021年3月19日）
  - 最終話「バイプレイヤーと新人役者」（2021年3月26日）
- アノニマス〜警視庁“指殺人”対策室〜 - 森本修造 役
  - 第7話「アノニマスの正体」（2021年3月8日）
  - 最終話「名もなき正義」（2021年3月15日）
- ソロ活女子のススメ - 富士急ハイランドの男性客 役
  - ソロ活女子のススメ 第8話「ソロ遊園地」（2021年5月21日）
  - ソロ活女子のススメ3 第8話「ソロお化け屋敷」（2023年5月24日）[43]
- 何かおかしい 2（2023年4月5日 - 6月21日[注 4]、テレビ東京） - 土屋孝成 役[44]
- D&D〜医者と刑事の捜査線〜 第5話「毒キノコで死亡!! 母子が同時に心臓発作!? 『見えない毒』に隠された殺人」（2024年11月15日） - 桐生宗彦 役[45]
- 風のふく島 第11話（2025年3月22日） - 持田建造 役[46]
- 失踪人捜索班 消えた真実 - 大崎道臣 役[47]
  - 第6話「消えた仲間」（2025年5月16日）
  - 第7話「消えた証言者」（2025年5月30日）
  - 最終話「消えた真実」（2025年6月6日）
- 女と愛とミステリー→水曜ミステリー9
  - 伊豆・竜宮伝説殺人事件（2003年3月12日） - 川波哲男 役
  - 検察官キソガワ（2005年4月27日） - 勢田朔太郎 役
  - 夏樹静子サスペンス特別企画「四文字の殺意 ひめごと」（2008年2月6日） - 志方暁 役
- 月曜プレミア8
  - 憐情 警視庁強行犯係 樋口顕（2022年2月7日） - 徳永淳 役

#### WOWOW
- ルパンの消息（2008年9月21日） - 寺尾貢 役
- 兄帰る（2009年2月14日） - 大貫悠二 役
- パーフェクト・ブルー（2010年2月7日） - 結城雅之 役
- 横山秀夫サスペンス
  - 「誤報」（2010年3月21日） - 須貝清志 役
  - 「引き継ぎ」（2011年3月27日） - 有坂裕司 役
- 豆腐姉妹 第5話（2010年8月28日） - 堀田 役
- 下町ロケット 第3話・第4話（2011年9月4日・11日） - 須田 役
- マグマ（2012年6月10日 - 7月8日） - 待田顕一 役
- レディ・ジョーカー（2013年3月3日 - 4月14日） - 平瀬悟 役
- 罪人の嘘 第3話（2014年9月14日） - 溝口佐登志 役
- 5人のジュンコ（2015年11月21日 - 12月19日） - 田辺貴也 役
- 闇の伴走者〜編集長の条件（2018年3月31日 - 4月28日） - 堀尾智 役
- コールドケース3 〜真実の扉〜 第6話「壁の女たちへ」（2021年1月16日） - 奈良崎亮一 役
- ダブル（2022年6月4日 - 8月6日） - 黒津壮市 役[48]
- 磯部磯兵衛物語〜浮世はつらいよ〜（2024年7月12日 - 9月13日） - 平賀源内 役[49][50]

#### その他（テレビドラマ）
- 陰陽少女（2004年10月 - 12月、テレビ神奈川） - 由良 役
- デビルシャドー（2007年1月8日 - 3月26日、KBS京都・テレビ神奈川・チバテレビ・三重テレビ共同制作） - 榊拓海 役
- 女たちは二度遊ぶ「つまらない女」（2010年3月、BeeTV）
- パーティーは終わった（2011年2月、BeeTV）
- L et M わたしがあなたを愛する理由、そのほかの物語（2012年2月、BeeTV） - 柏崎基 役
- カウンターのふたり 第20話「時計館にて」（2013年3月15日、BS12ch TwellV） - 原田哲史 役
- 食の軍師（2015年4月1日 - 6月24日、TOKYO MX） - 主演・本郷播 役
- 役者ダマしい 第1話「逃走中」（2018年4月9日、テレビ大阪） - 逃走中の強盗犯 役
- 居酒屋ぼったくり（2018年4月14日 - 6月23日、BS12 トゥエルビ） - 健吾 役
- ぼくらのショウタイム（2019年4月6日、名古屋テレビ）
- ラーメン刑事（2021年2月27日、チャンネルNECO） - 主演・本郷台泰介 役

### 映画

#### 1990年代
- いつか どこかで（1992年2月1日、東宝）※エキストラとして出演
- ソナチネ（1993年6月5日、松竹） - 喫茶店のウエイター 役
- 教祖誕生（1993年11月20日、東宝） - 運転する男 役
- 119（1994年11月5日、松竹） - 森下寛 役
- みんな〜やってるか!（1995年2月11日、日本ヘラルド映画） - 地球防衛軍隊員 役
- GONIN（1995年9月23日、松竹） - 深津 役
- キッズ・リターン（1996年7月27日、オフィス北野 / ユーロスペース） - カズオ 役
- 東京日和（1997年10月18日、東宝） - 喫茶店の店員 役
- HANA-BI（1998年1月24日、日本ヘラルド映画） - 取調べを受ける男 役
- 四月物語（1998年3月14日、ロックウェルアイズ） - 深津 役
- アンラッキー・モンキー（1998年7月18日、松竹）
- 踊る大捜査線 THE MOVIE（1998年10月31日、東宝） - SIT捜査員 役
- 鮫肌男と桃尻女（1999年2月6日、東北新社） - 深ヅメ 役
- BLOOD（1999年1月22日、日活） - 刑事 役
- どこまでもいこう（1999年10月23日、ユーロスペース / 映画美学校） - 田辺 役

#### 2000年代
- ひまわり（2000年7月） - 久世公平 役
- PARTY7（2000年12月） - 白クマ 役
- オーディション（2000年3月） - バーテン 役
- ギプス（2001年2月） - 教師 役
- MONDAY（2000年4月） - ケンジ 役
- EKOEKO AZARAK/エコエコアザラク（2001年4月） - 神崎刑事 役
- LOVE SONG（2001年4月） - 石川 役
- 連弾（2001年3月31日） - ラーメン屋の客 役
- DISTANCE（2001年5月26日、DISTANCE製作委員会） - 勝の兄 役
- ほとけ（2001年8月） - 真蔵 役
- 贅沢な骨（2001年8月25日、スローラーナー） - 花火のカップル 役
- GO（2001年10月） - 組員 役
- 模倣犯（2002年6月8日、東宝） - 栗橋浩美 役
- ピンポン（2002年7月） - ゲームセンターのカップル 役
- DRIVE（2002年8月）
- 仮面ライダーシリーズ
  - 劇場版 仮面ライダー龍騎 EPISODE FINAL（2002年8月） - 大久保大介 役
  - 劇場版 仮面ライダー555 パラダイス・ロスト（2003年8月） - ミナの父 役　※友情出演
  - 仮面ライダー THE FIRST（2005年11月） - バット 役
- ロックンロールミシン（2002年9月） - 重松 役
- Dolls（2002年10月） - 親分の若い頃 役
- 恋に唄えば♪（2002年11月）
- もうひとりいる（2002年12月） - 井坂洋樹 役
- 八月の幻（2002年12月） - 鈴木貴之 役
- Reset2 足軽 ashigaru（2003年1月） - ゴン 役[51]
- 姐御 ANEGO（2003年1月） - 磯島大地 役
- 壬生義士伝（2003年1月18日、松竹） - 大久保利通 役
- 呪怨（2003年1月、東京テアトル / ザナドゥー） - 徳永勝也 役
- 17才（2003年6月21日、スローラーナー） - 知的な警官 役
- COSMIC RESCUE（2003年7月）
- 月の砂漠（2003年9月） - サテツ 役
- 座頭市（2003年9月）
- 福耳（2003年9月）
- 昭和歌謡大全集（2003年11月） - パイロット 役
- セブンス アニバーサリー（2003年11月22日、スープレックス / リベロ） - 奥貫 役
- ストロベリーフィールド（2003年11月）
- 最後の恋、初めての恋（2003年12月） - 森口直之 役
- OPEN HOUSE（2003年12月13日、松竹） - 後藤の部下 役
- 星砂の島、私の島（2004年2月） - 前田先生 役
- 渋谷怪談（2004年2月）※友情出演
- きょうのできごと（2004年3月20日、コムストック） - 松本 役
- 世界の中心で、愛をさけぶ（2004年5月8日、東宝） - ジョニー 役
- 恋愛白書（2004年7月3日、カルチュア・パブリッシャーズ） - 須山建一 役
- 終着駅の次の駅（2004年7月）
- 漫☆画太郎SHOW ババアゾーン（2004年8月）「ババアゾーン2」 - エロ借リル蔵 役
- 禁断の事件簿 ストーカーを愛した女（2004年4月） - 赤羽護 役
- ラブキルキル（2004年8月） - 皆川聡 役
- GACHAPON!（2004年9月）
- イズ・エー[is A.]（2004年10月9日、GPミュージアムソフト） - 主演・三村栄二 役
- キスとキズ（2004年10月） - コンビニ店長（山崎） 役
- ロード88 出会い路、四国へ（2004年11月） - 小園崇 役
- SURVIVE STYLE5+（2005年3月） - 空き巣（津田） 役
- 彼ノ蒼タル者ハ天（2005年3月）
- 福井青春物語（2005年5月） - 津田寛治 役
- 福井青春革命（2005年5月） - 津田寛治 役
- メールで届いた物語（2005年5月） - 菊池 役
- いらっしゃいませ、患者さま。（2005年6月4日、松竹） - 市原 役
- 誰が心にも龍は眠る（2005年6月） - ソーダ 役
- 魁!クロマティ高校 The Movie（2005年7月） - 面接官 役（友情出演）
- 妖怪大戦争（2005年8月16日、松竹） - 大人のタダシ / タダシの父 役
- カーテンコール（2005年11月） - 宋義徳 役
- TAKESHIS'（2005年11月）
- 世界は彼女のためにある（2005年12月）
- 最終兵器彼女（2006年1月） - 白衣の男 役
- ナイスの森〜The First Contact〜（2006年3月） - 保健体育教師 津田 役
- 小さき勇者たち〜ガメラ〜（2006年4月29日、松竹） - 相沢孝介 役
- LIMIT OF LOVE 海猿（2006年5月） - 三沢圭介 役
- 紅薔薇夫人（2006年5月） - 青木 役
- 日本沈没（2006年7月15日、東宝）
- アクション・グラフィティー（2006年8月）
- 水の花（2006年8月） - 長原隆司 役
- 真夜中の少女たち「センチメンタルハイウェイ」（2006年8月） - 猪熊 役
- ミラクルバナナ（2006年9月） - 松井康弘 役
- ベルナのしっぽ（2006年9月） - タバコの男 役※友情出演
- パビリオン山椒魚（2006年9月） - ひばり 役
- 13の月（2006年9月） - 木島貴弘 役
- さくらん（2007年2月） - 粧ひの客 役
- 約束の地に咲く花（2007年3月）
- Watch with Me 〜卒業写真〜（2007年4月） - 主演・上野和馬 役
- ラブデス LOVEDEATH（2007年5月）
- 吉祥天女（2007年6月） - 小川雪政 役
- いつかの君へ（2007年7月） - 坂井田（メガネ田） 役
- パーク アンド ラブホテル（2007年7月、ぴあフィルムフェスティバルにて上映）
- こわい童謡 裏の章（2007年8月）
- 人が人を愛することのどうしようもなさ（2007年9月） - 岡野 役
- コンナオトナノオンナノコ（2007年11月） - 樋口 役
- 山のあなた〜徳市の恋〜（2008年5月） - 鯨屋番頭 役
- 20世紀少年（2008年8月） - 諸星 役
  - 20世紀少年 最終章 ぼくらの旗（2009年） - 諸星 役
- トウキョウソナタ（2008年9月27日、ピックス） - 黒須 役
- スコーピオン&スネーク（2008年9月） - ノブ 役
- ぼくのおばあちゃん（2008年12月、キノシタ・マネージメント） - 榊田建築士 役
- 旅立ち〜足寄より〜（2009年1月24日、エム・エフボックス） - 坂上宏治 役
- 誰も守ってくれない（2009年1月24日、東宝） - 稲垣浩一 役
- Blood ブラッド（2009年4月） - 星野一正 役
- THE CODE/暗号（2009年5月） - 探偵520 役
- 余命1ヶ月の花嫁（2009年5月9日、東宝） - 岡田 役
- 吸血少女対少女フランケン（2009年8月） - 富良野ケン児 役
- 長髪大怪獣ゲハラ（2009年9月） - 漁師・久保 役
- 天使の恋（2009年11月） - 田代一喜 役

#### 2010年代
- 今度は愛妻家（2010年1月16日、東映）
- 戦闘少女 血の鉄仮面伝説（2010年5月22日、東映ビデオ） - 渚洋二郎 役
- 星砂の島のちいさな天使 〜マーメイドスマイル〜（2010年6月19日、オフィスキタ / ビー・ウィング） - 島袋良治 役（特別出演）
- シュアリー・サムデイ（2010年7月17日、松竹） - 看守 役
- ヘヴンズ ストーリー（2010年10月2日、ムヴィオラ） - 黒田 役
- 半次郎（2010年10月9日、ピーズ・インターナショナル） - 別府晋介 役
- 牙狼〈GARO〉 〜RED REQUIEM〜（2010年10月30日、東北新社 / ゴー・シネマ） - 魔戒騎士・ケンギ 役
- その街のこども 劇場版（2010年11月、トランスフォーマー） - 沢村 役
- 不倫純愛（2011年1月） - 辰波京介 役
- 市民ポリス69（2011年3月19日、トランスフォーマー） - 永山輝也 役
- ハードライフ（2011年5月） - 村上武雄 役
- ヘルドライバー（2011年7月）
- ツレがうつになりまして。（2011年10月） - 高崎和夫 役
- スマグラー おまえの未来を運べ（2011年10月） - アロハの男 役
- 救命士（2011年10月）（主演）
- 恋の罪（2011年11月） - 菊池由紀夫 役
- アントキノイノチ（2011年11月19日、松竹） - 萩原先生 役
- 月光ノ仮面（2012年1月） - 熊倉隊員 役
- 旧支配者のキャロル（2012年5月） - 村井 役
- バカリズム THE MOVIE（2012年5月） - 矢吹英二 役
- グラッフリーター刀牙（2012年7月14日、太秦） - 安藤賢一 役
- 行方不明（2012年12月）
- デッド寿司（2013年1月） - 土田 役
- さまよう獣（2013年2月） - コウジ 役
- 暗闇から手をのばせ（2013年3月） - 津田 役
- めめめのくらげ（2013年4月） - 草壁辰男 役
- 牙狼外伝 桃幻の笛（2013年7月） - 魔戒騎士・ケンギ 役
- 不安の種（2013年7月）
- ハロー!純一（2014年2月）
- 東京難民（2014年2月） - 警官 役
- 猫侍（2014年3月） - 山田源七郎 役
- サクラサク（2014年4月、東映） - 宇多美康平 役
- ライヴ（2014年5月10日、KADOKAWA） - 東野賢吾 役
- 花と蛇ZERO（2014年5月、東映ビデオ） - 遠山隆義 役
- 六月燈の三姉妹（2014年5月、ピーズインターナショナル） - 平川徹 役
- ホモホモ女子高生（2014年9月） - 父親・響 役
- さまよう小指（2014年9月、スターダストピクチャーズ） - 笹神 役
- 花宵道中（2014年11月、東京テアトル） - 吉田屋藤衛門 役
- はたちのクズ（2014年11月） - 宇月哲雄 役
- たまこちゃんとコックボー（2015年3月、DLE） - 星野鳥夫 役[52]
- 虎影（2015年6月、ファントム・フィルム） - 板東リクリ 役
- 闇金ドッグス（AMGエンタテインメント） - 芸能プロダクション社長 沢村清志
  - 闇金ドッグス（2015年8月）[53]
  - 闇金ドッグス3（2016年5月21日）[54]
- 自傷戦士ダメージャー（2015年11月） - ゼフィ長官 役
- LIVE!LOVE!SING! 生きて愛して歌うこと 劇場版（2016年1月23日、トランスフォーマー）
- KABUKI DROP（2016年）[55]
- CONFLICT 〜最大の抗争〜（2016年5月28日、オールインエンタテインメント） - 原島悟 役
- シン・ゴジラ（2016年7月29日、東宝） - 森文哉 役[56][57][1]
- 吉田類の「今宵、ほろ酔い酒場で」（2017年6月10日、KADOKAWA） - 岩永翼 役[58]
- アウトレイジ 最終章（2017年10月7日、ワーナー・ブラザース映画） - 崔 役
- 神さまの轍-CHECKPOINT OF THE LIFE-（2018年2月）
- ニワトリ★スター（2018年3月17日、マジックアワー） - 八田清 役
  - ニワトリ☆フェニックス（2022年4月15日、イオンエンターテイメント） - 八田清 役
- 空飛ぶタイヤ（2018年6月3日、松竹） - 濱中譲二 役
- 名前（2018年6月30日、アルゴ・ピクチャーズ） - 主演・正男 役 [59]
- 恋のしずく（2018年10月20日） - 鷹野橋洋一 役[60]
- この道（2019年1月11日、HIGH BROW CINEMA） - 菊池寛 役
- RUN!-3films-「VANISH」「追憶ダンス」「ACTOR」（2019年11月2日、ムービー・アクト・プロジェクト）
- TRAVERSE -トラバース -（2019年、映画「TRAVERSE」製作委員会） - ウォン役

#### 2020年代
- 山中静夫氏の尊厳死（2019年9月21日・長野県佐久市先行公開、2020年2月14日・全国順次公開、マジックアワー / スーパービジョン） - 主演・今井 役（中村梅雀とダブル主演）[61]
- バイプレイヤーズ 〜もしも100人の名脇役が映画を作ったら〜（2021年4月9日、東宝映像事業部） - 津田寛治 役（本人）[62]
- HOKUSAI（2021年5月28日、S・D・P） - 永井五右衛門 役[63]
- ONODA 一万夜を越えて（2021年10月8日公開、ル・パクツ / エレファントハウス） - 主演・小野田寛郎（壮年期） 役（遠藤雄弥とダブル主演）[64]
- プリテンダーズ（2021年10月16日公開、ガイエ） - 先生 役
- 西成ゴローの四億円（2021年11月9日、吉本興業 / チームオクヤマ / シネメディア） - 日向誠人 役
  - 西成ゴローの四億円 死闘篇（2022年公開、吉本興業 / チームオクヤマ / シネメディア）
- 吾輩は猫である!（2021年12月3日、ヒューマントラストシネマ渋谷、笠木望監督） - 行方 役[65]
- 夢の雫と星の花（2022年3月24日）[66]
- ハザードランプ（2022年公開中止、東映ビデオ） - 高木 役[67]
- アキラとあきら（2022年8月26日、東宝） - 宮本清伸 役[68]
- 沈黙のパレード（2022年9月16日、東宝） - 記者 役
- 手（2022年9月16日、日活） - 上司 役
- Yokosuka 1953（2022年11月5日、木川剛志） - ナレーション
- 宮松と山下（2022年11月18日、ビターズ・エンド） - 健一郎 役[69]
- 宮古島物語ふたたヴィラ（2023年3月18日、10ANTS）[70]
- この小さな手（2023年4月8日、フルモテルモ） - 東堂忠宏 役[71]
- 唄う六人の女（2023年10月27日、ナカチカピクチャーズ / パルコ） - 島田 役[72]
- 自宅でありがとう。さようなら（2023年10月27日、グラウコープス） - 主演・良昭 役[73]
- おしょりん（2023年11月3日、KADOKAWA） - 豊島松太郎 役[74]
- さよなら ほやマン（2023年11月3日、シグロ / ロングライド） - タツオ 役[75]
- 首（2023年11月23日、KADOKAWA） - 為三 役[76][77]
- 右へいってしまった人（2023年12月1日、REGENTS） - 田村仁 役[78]
- あの花が咲く丘で、君とまた出会えたら。（2023年12月8日、松竹） - 警官 役[79]
- フィリピンパブ嬢の社会学（2024年2月17日、キョウタス）[80][81]
- 猫と私と、もう1人のネコ（2024年3月22日、トリプルアップ） - 清瀬紘一 役[82]
- THIS MAN（2024年6月7日、アルバトロス・フィルム）[83][84]
- ぴっぱらん!!（2024年11月1日、渋谷プロダクション） - アロハシャツの男[85]
- オアシス（2024年11月15日、SPOTTED PRODUCTIONS） - 犬咲 役[86]
- 君の忘れ方（2025年1月17日、ラビットハウス） - 牛丸清太郎 役[87][88]
- パーフェクト・シェアハウス（2025年3月15日、EternalWind Factory） - 黒須冬彦 役[89][90]
- ボールド アズ、君。（2025年3月29日、Cinemago） - 伊澤雄一郎 役[91][92][93]
- リライト（2025年6月13日、バンダイナムコフィルムワークス） - 友恵の父 役[94]
- 生きがい IKIGAI（2025年7月11日、スールキートス） - 尚文 役[95]
- アフター・ザ・クエイク（2025年10月3日公開予定、ビターズ・エンド） - 山賀 役[96]
- 仏師（2026年公開予定、平成プロジェクト） - 宮田正一 役[97]

### Vシネマ
- NIGHT☆KING ホスト王・破天荒（2009年）
- 極道（やくざ）の掟（2016年）全2作 - 新宿北署 組織犯罪対策課 戸倉大介
- 報復（かえし）1,2（2017年11月・12月、オールインエンタテインメント）全2作 - 深谷聖次[98][99]
- CONFLICT 〜最大の抗争〜第三章・第四章（2016年 - 2018年） - 天道会顧問弁護士 原島悟

### 舞台
- 世紀末三人姉妹（2004年、東京芸術劇場・大阪メルパルクホール） - 桜井中佐 役
- 研修医魂（2007年、ル テアトル銀座） - 林亮太 役
- アイドル、かくの如し（2011年、本多劇場・梅田芸術劇場・キャナルシティ劇場・名鉄ホール） - 百瀬 役
- 八犬伝（2013年、シアターコクーン・梅田芸術劇場・刈谷市総合文化センター） - 犬山道節 役
- LOVE LETTERS（2013年6月15日、PARCO劇場） - アンディ 役
- ギャング アワー（2014年、新宿シアターモリエール、日替わりゲスト）
- 君との距離は100億光年（2015年、赤坂レッドシアター、日替わりゲスト） - ジン 役

### Webドラマ
- 最後のねがいごと（2018年、ボンボンTV）
- 株式会社グレーゾーン・エージェンシー（2020年、YouTube Originals） - 灰崎壮一 役[100]
- 暴力無双（2021年1月24日、Xstream46） - チャカ 役[101]
- 私の夫と結婚して（2025年6月27日 - 、Amazon Prime Video） - ある男 役[102]

### テレビアニメ
- TRAVA FIST PLANET episode 1（DVD、2003年、レントラックジャパン） - トラヴァ 役[103]
- ミチコとハッチン（2008年10月15日 - 2009年3月18日、フジテレビ） - ヒロシ・モレーノス 役[104]
- REDLINE（2010年10月9日、マッドハウス） - トラヴァ 役[105]
- 闇芝居（2013年7月14日 - 9月29日、テレビ東京） - 紙芝居屋 役
  - 闇芝居 第2期（2014年7月9日 - 9月28日）
  - 闇芝居 第3期（2016年1月10日 - 4月3日）
  - 闇芝居 第4期（2017年1月15日 - 3月26日）※第13話のみに特別出演
  - 闇芝居 第5期（2017年7月3日 - 10月2日）
  - 闇芝居 第6期（2018年7月6日 - 9月28日）
  - 闇芝居 第7期（2019年7月7日 - 9月29日）
  - 闇芝居 第8期（2021年1月10日 - 4月4日）
  - 闇芝居 第9期（2021年7月11日 - 10月3日）
  - 闇芝居 第10期（2022年1月9日 - 4月3日）[106]
  - 闇芝居 第11期（2023年7月10日 - 10月2日）
  - 闇芝居 第12期（2024年1月15日 - 4月8日）
  - 闇芝居 第13期（2024年7月15日 - ）

### 劇場アニメ
- 無名の人生（2025年5月16日 - ）- 白取 役[107][108]

### ゲーム
- ニュールーマニア ポロリ青春（2003年、セガ） - タケヒコさん 役

### 吹き替え
- JSA（2003年2月28日、日本テレビ版） - チョン・ウジン〈シン・ハギュン〉 役
- ファインディング・ニモ（2003年、ウォルト・ディズニー・カンパニー） - ガーグル〈オースティン・ペンドルトン〉 役
- ルパン三世（2014年、東宝） - アジット〈デイビット・アサバノンド〉 役
- ファインディング・ドリー（2016年、ウォルト・ディズニー・カンパニー） - ガーグル〈オースティン・ペンドルトン〉 役

### MV
- 北野井子「Begin」（1998年）
- クレイジーケンバンド「クリスマスなんて大嫌い!! なんちゃって」（2002年）
- 乃木坂46「無口なライオン」（2014年）

### CM
- サントリー「BOSS」、「DAKARA」、「楽膳」
- パイオニア「ピュアビジョン」
- 月桂冠「月」
- 東京三菱銀行「住宅ローン」
- 花王「ハミングフレア」
- ボーダフォン「ムービー写メール / プリペイドケータイ」
- 森永製菓「ICE BOX（アイスボックス） 濃い果実水」
- ACジャパン 国際連合世界食糧計画WFP協会 学校給食プログラム『給食でエベレスト』
- トヨタ自動車 【ESQUIRE】「バット・スーパー・サラリー」篇

### その他（出演）
- おーい、ニッポン〜今日はとことん福井県 旬の味 越前ガニの里（2001年12月2日、NHK-BS2）
- バチカンに眠る織田信長の夢（2007年1月29日、TBS） - 岡部以俊 役
- 天才てれびくんMAXビットワールド（2009年、NHK教育（現：Eテレ）） - J（ジェイ） 役
- たったひとりの反乱（2009年12月9日、NHK総合）「ヘドロの干潟をよみがえらせろ」 - 再現ドラマ編・新聞記者 役
- 新春歴史ロマンSP 戦国武将の真実…時代を変えた奇跡の瞬間! 愛と野望の開運伝説（2011年1月2日、TBS） - 織田信長 役
- run for money 逃走中（2011年7月5日・10月9日・2013年1月13日・4月14日・9月29日・2014年1月5日・4月6日、フジテレビ） - 有明リョージ 役
  - battle for money 戦闘中（2013年4月7日・6月30日・2014年1月12日）
- 戦国鍋TV 〜なんとなく歴史が学べる映像〜（2011年・2012年、テレビ神奈川ほか）
- ウルトラゾーン（2011年・2012年、テレビ神奈ほか）
  - 第1話「怪獣転校生」 - 教師 役
  - 第3話「怪獣マッサージ」 - 整体師 役
  - 第3話・第4話「ヘアサロン・マグマ&ババルウ」 - ババルウ星人の声 役
  - 第15話・第23話「怪獣職務質問」 - 警官 役
- FNSドキュメンタリー大賞「原発のまちに生まれて」〜誘致50年 福井の苦悩〜（2012年9月、福井テレビ、フジテレビ系列各局） - ナレーション
- 『未来予測テキメンタリー ありそで!なさそな？2050』（2012年10月、福井テレビ、フジテレビ系列各局） - 福井賢太郎 役
- デザインあ（2014年1月11日・2月1日、NHK Eテレ）
- ミルク書（2014年3月23日、TBS）
- 弥七が行く!東北のいま（2017年10月4日 - 、BS-TBS） - ナレーション
- 100分de名著 南洲翁遺訓（2017年1月8日・15日・22日・29日、NHK Eテレ） - 朗読
- ムジカ・ピッコリーノ 外伝「時計台のモンストロ」（2019年5月3日、NHK Eテレ） - クロノス 役[109]
- 警視庁捜査一課 ルーシー・ブラックマン事件（2023年7月26日配信、Netflix） - 野添刑事 役 ※再現ドラマパート

### バラエティ
- 昼めし旅 〜あなたのご飯見せてください!〜（2014年5月22日・29日、テレビ東京） - キャスター（リポーター）
- 聞きこみ!ローカル線 気まぐれ下車の旅（2014年10月6日・2015年2月9日、BSジャパン） - 旅人
- 痛快TV スカッとジャパン（2014年10月27日 - 、フジテレビ） - ショートスカッとシリーズ「ろくでなし男シリーズ/ツダカン劇場」
- 世界史ちゃんTV 〜何となく歴史が学べるVTR〜（2014年12月8日、NHK BSプレミアム） - ヨハネス・ケプラー 役
- 京都・味の大捜査線（2014年 - 、KBS京都ほか） - グルメ刑事 役
- 火花（2016年） - 警備員 役
- 今夜はナゾトレ（フジテレビ、2016年11月8日 - ） - 出題ナレーション
- 古舘トーキングヒストリー 〜戦国最大のミステリー 本能寺の変、完全実況〜（2018年1月6日、テレビ朝日） - 斎藤利三 役[110]
- 先生、、、どこにいるんですか? 〜会って、どうしても感謝の言葉を伝えたい。〜（2019年10月4日、テレビ東京）

### ラジオドラマ
- 円都通信　SEEDS OF MOVIES 「ラッセ・ハルストレムがうまく言えない」（2004年12月 - 2005年1月、TOKYO FM・JFN系列） - 苫田伯好 役
- FMシアター（NHK-FM）
  - 「夏の影踏み」（2005年6月25日） - 雅史 役[111]
  - 「うつ病九段」（2019年7月13日） - 主演・先崎学九段 役[112]
  - 「昭和から来た男」（2022年4月2日） - 中田誠一郎 役[113]
  - 『ヘルプマン -俺たちの介護物語-』（全5回）（2022年9月3日 - 10月8日） - 宮園知樹 役[114]
    - 「第2回 希望は、あるか？」（2022年9月17日）[115]
    - 「第3回 極楽へ、行こう」（2022年9月24日）[116]
    - 「第4回 告発」（2022年10月1日）[117]

  - 『アイニク憶えはありませんが』（2025年5月24日） - 中村譲二 役[118]
- 青春アドベンチャー（NHK-FM）
  - 「北海タイムス物語」（2019年2月11日 - 22日） - 権藤克司 役[119]
  - 「柳生非情剣」（2022年1月10日 - 14日） - 柳生宗矩 / 故老1 役[120]
  - 「深夜プラス1」（2023年7月3日 - 14日） - ハーヴィー・ラヴェル 役[121]
- 青春ラジオ小説「オートリバース」（2020年12月、民放ラジオ99局・radiko） - 先生 役

### ラジオ
- 岡田惠和 今宵、ロックバーで〜ドラマな人々の音楽談義〜　第233回（2017年5月6日、NHK-FM）[122]
- ほうか道R（2021年11月9日、鳥越アズーリFM） - ゲスト[123]

大竹まことのゴールデンラジオ＝2024年2月16日）

## 作品

### 監督
- 子象＊デカ（「新・刑事（デカ）まつり 〜一発大逆転〜」より）
- デカ節（「電脳刑事まつり」より。福井インディーズ映画祭特別上映作品）
- 最後の呪い（「ファンタズマ 〜呪いの館〜」より）
- 悪霊（「『超』怖い話 THE MOVIE 闇の映画祭」より、脚本・出演兼）ネットシネマ.TV
- カタラズのまちで（「フクイ夢アート2012」にて制作。監督・脚本。2013年公開、各映画祭出品）
  - 2013年ショートショートフィルムフェスティバルジャパン部門ノミネート作品。
- 怯える女（2014年7月 下北沢トリウッドにて短編オムニバス「かくて女神は笑いき」の一作として公開、出演：黒沢あすかほか）
  - 第5回沖縄国際映画祭クリエイターズ・ファクトリー部門ノミネート作品。

## 書籍
- 津田寛治 著、fuプロダクション 編『悪役』福井新聞社、2022年6月25日。ISBN 978-4-9104-7703-9。全281ページ。

## 受賞歴
- 第45回ブルーリボン賞 助演男優賞（『模倣犯』）
- 第17回東京国際映画祭「日本映画・ある視点」特別賞（『樹の海』）
- 第23回高崎映画祭 最優秀助演男優賞（『トウキョウソナタ』）[124]
- 第30回日本映画批評家大賞 主演男優賞（『山中静夫氏の尊厳死』）[125]